# Región Suroeste (Burkina Faso)
La región Suroeste es una de las 13 regiones administrativas de Burkina Faso. Fue establecida el 2 de julio del 2001 y cuenta con una población de 620 767 habitantes (2006). La capital de la zona es la ciudad de Gaoua. Cuatro provincias integran la región - Bougouriba, Ioba, Noumbiel y Poni.
- Datos: Q429149
- Multimedia: Sud-Ouest (Burkina Faso) / Q429149